# Tanzania van A tot Z

Locatie van Tanzania

## A
Abeid Karume -
Afro-Shirazi Partij -
Arusha -

## C
Chama Cha Mapinduzi -

## D
Dar es Salaam (stad) -
Dodoma (stad) -
Dodoma (regio) -
Duits-Oost-Afrika -

## H
Huis van Afgevaardigden (Zanzibar)

## I
Indische Oceaan - ISO 3166-2:TZ

## K
Kagera (rivier) -
Kikerewe -
Kilimanjaro -

## M
Malawimeer -
Mungu ibariki Afrika -
Mwanza -

## N
Nationale Vergadering -
Ngorongoro -
Julius Nyerere -

## O
John Okello -

## P
Pemba

## R
Regio's van Tanzania - 
Republiek Tanganyika -

## S
Sayyid Jamsjiid Bin Abdalla -
Serengeti -
Stone Town -
Sultanaat Zanzibar -
Swahili -

## T
Tanganyika (1961-1962) -
Tanganyika (territorium) -
Tanganyikameer -
Tanganyika African National Union -
Tanzania -

## U
Ukereweëiland -

## V
Victoriameer -
Volksrepubliek Zanzibar en Pemba -

## Z
Zanzibar (eiland) -
Zanzibar (staat) -
Zanzibarverdrag -